# سرگذشت نیال

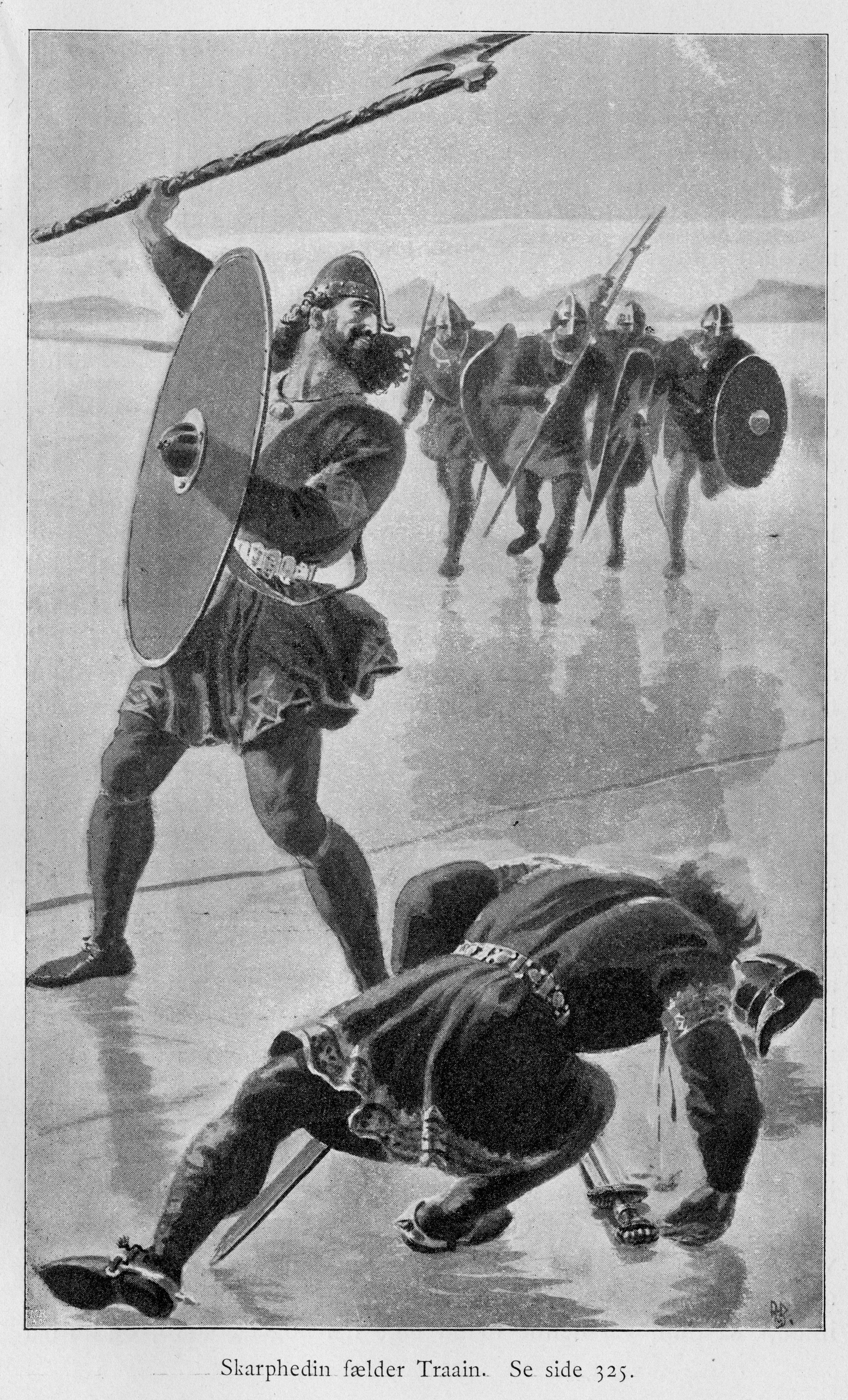
صحنه‌ای از قتل دراین بر روی یخ به‌دست اسکارپ-هذین، پسر نیال. دشمنی خانوادگی از موضوعات اصلی این سرگذشت‌نامه است.

سرگذشت نیال (Njálssaga) از معروف‌ترین سرگذشت‌نامه‌های ایسلندی است. به این متن، روایت سوزاندن نیال (Brennu-Njáls saga) نیز گفته می‌شود.
این سرگذشت‌نامه که احتمالاً در حدود سده سیزدهم نوشته شده روایت قتل، کینه‌جویی و انتقام‌هایی است که در دشت‌ها و تپه‌های پیرامون شهرک امروزی هولس‌ولور در ایسلند روی داده است. این رویدادها مربوط به سال ۱۰۰۰ میلادی یعنی زمانی است که مسیحی شدن ایسلند جریان پیدا کرده‌بود. این داستان نشان می‌دهد که چگونه الزاماتی که ننگ و آبرو بر گردن افراد می‌نهد می‌تواند به رنجیدگی‌های کوچک و سپس بالا گرفتن اختلافات و به خون و خونریزی‌های طولانی‌مدت بینجامد. حضور رؤیاهای پیشگویانه و طالع‌بینی از ویژگی‌های این داستان است.
در مورد مؤلف این متن اطلاعات کمی در دست است. از نشانه‌ها چنین برمی‌آید که او از اهالی جنوب خاوری ایسلند بوده‌است. تعدد موضوعات مورد بحث در کتاب و تعدد ارجاعات به آثار کلاسیک نشان‌دهنده سواد و دانش گسترده مؤلف است.
سرگذشت نیال از سه فصل تشکیل شده‌است.